# أس الروماني
الأس (باللاتينية: as، من الكلمة æs التي تعني "برونز") هو وحدة نقدية قديمة استخدمت في روما القديمة، وكانت مصنوعة في البداية من برونز خام، ثم من نحاس، وقد شهدت تغيرات كبيرة في الشكل والوزن على مدى عدة قرون.
في بدايات القرن الثالث قبل الميلاد، كان الأس يسك على شكل سبائك ثقيلة من البرونز تعرف بـaes signatum، وكان وزن القطعة الواحدة يصل إلى حوالي 1,6 كلغ أي ما يعادل 5 رطل روماني تقريبا. ومع مرور الوقت، ظهر نوع جديد يعرف بـaes grave أو "الأس الثقيل"، وهو عملة دائرية مصبوبة من البرونز، كانت تشكل الوحدة الأساسية للنظام النقدي الروماني.

## سك العملة في عهد الجمهورية الرومانية
استبدل الرومان استخدام العملات اليونانية أولاً بواسطة سبائك من البرونز، ثم بأقراص تُعرف باسم آس رود.
وقد أُطلق على هذا النظام اسم «آس» (من الكلمة اللاتينية aes والتي كانت تعني في الأصل «النحاس» أو «البرونز»، ثم أصبحت تعني «عملة نحاسية»، أو بشكل أعم «مال»). وقد تم إدخاله حوالي سنة 280 قبل الميلاد كعملة كبيرة من البرونز المصبوب في عهد الجمهورية الرومانية.
تم إصدار الكسور التالية من عملة الآس: بس (2⁄3)، سيميس (1⁄2)، كوينكونكس (5⁄12)، تريينس (1⁄3)، كوادرانس (1⁄4)، سيكستانس (1⁄6)، أونسيا (1⁄12، وهي أيضًا وحدة وزن رومانية)، وسيميأونسيا (1⁄24)، بالإضافة إلى مضاعفات الآس مثل دوبونديوس (2)، سسترسيوس (5⁄2)، وتريسيس (3).

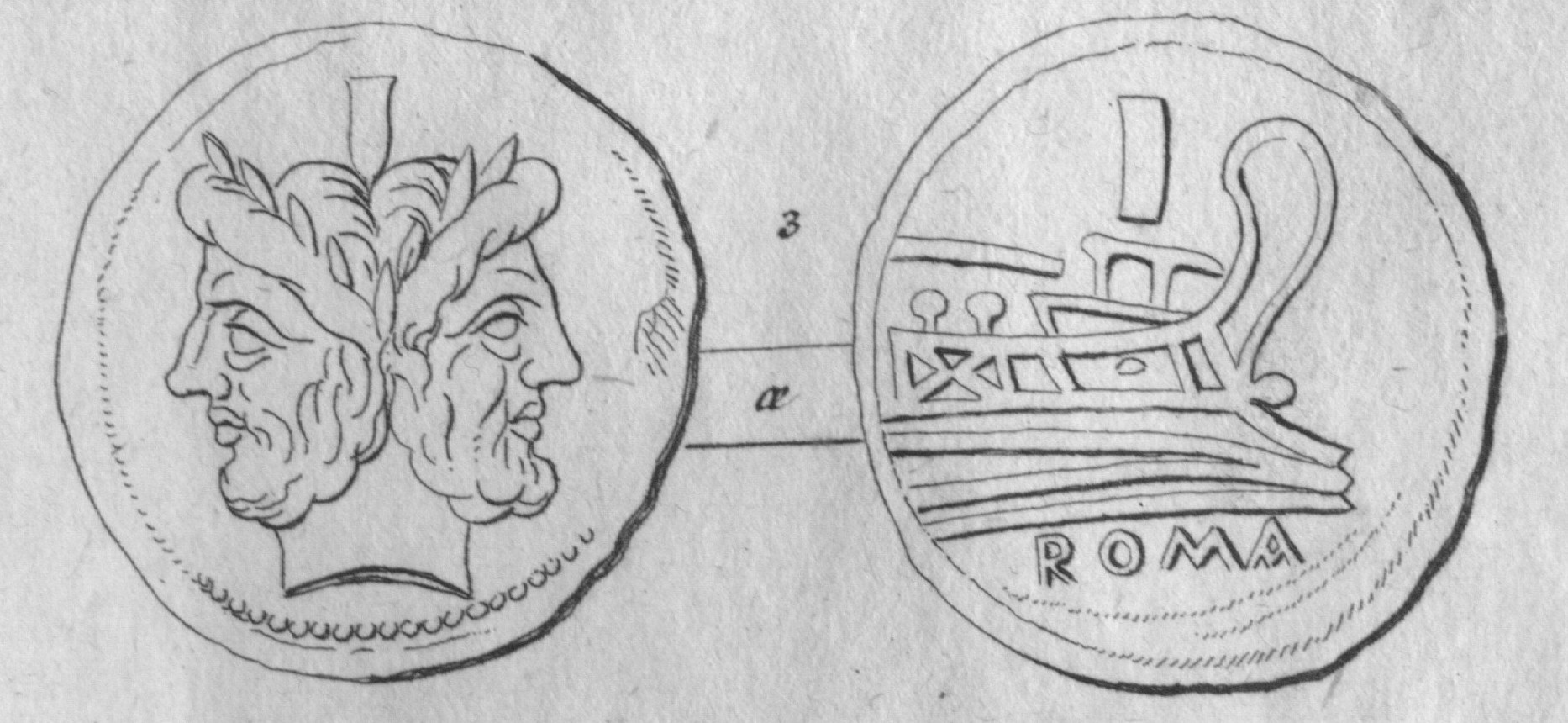
نقش لعملة آس من الجمهورية الرومانية

بعد أن تم إصدار الآس كعملة مصبوبة لمدة سبعين عامًا تقريبًا، وبعد أن تم تقليل وزنه على مراحل، تم إدخال نسخة «سدسية» (أي تزن سدس رطل روماني). وفي نفس الوقت تقريبًا، تم إدخال عملة فضية تُعرف باسم ديناريوس.
كانت العملات الفضية الرومانية السابقة تعتمد على معايير الوزن اليونانية لتسهيل استخدامها في جنوب إيطاليا وعبر البحر الأدرياتيكي، ولكن أصبحت جميع العملات الرومانية تُسك وفقًا لمعيار الوزن الروماني.
قُيم الديناريوس في البداية بما يساوي 10 آس، ولكن حوالي عام 140 ق.م، أُعيد تقييمه ليصبح 16 آسًا. يُقال إن هذا التغيير حدث نتيجة لتمويل الحروب البونيقية.
خلال عهد الجمهورية، كان الآس يحمل على وجهه صورة الإله يانوس، وعلى الخلفية مقدمة سفينة حربية. وقد تم إنتاج الآس في البداية على معيار الوزن الكامل ثم على معيار وزن مخفّض. ومع انخفاض الوزن، تحولت العملة البرونزية من كونها مصبوبة إلى مسكوكة. وخلال بعض الفترات، لم يتم إنتاج عملات آس على الإطلاق.

## سك العملة في العصر الإمبراطوري

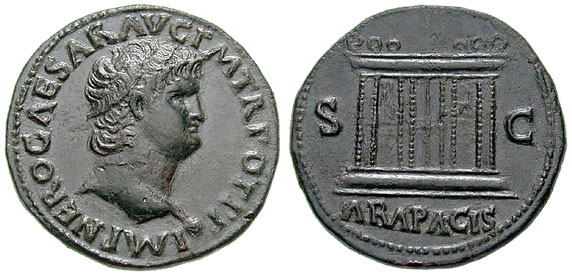
عملة آس في عهد نيرون

بعد إصلاح العملة في عهد أوغسطس سنة 23 قبل الميلاد، تم سك عملة الآس باستخدام النحاس النقي الأحمر (بدلاً من البرونز)، بينما تم سك سيسترتيوس (وكان يساوي في الأصل 2.5 آس، ثم أصبح يعادل 4 أس) ودوبونديوس (يعادل 2 أس) باستخدام سبيكة برونزية ذات لون ذهبي تُعرف عند علماء النقود باسمأوريكالكوم.
استمر سك عملة الأس حتى القرن الثالث الميلادي. وكانت تعد العملة ذات القيمة الأدنى التي تصدر بانتظام في الإمبراطورية الرومانية، حيث أُصدرت عملات سيميس وكوادرانس بشكل نادر، ثم توقفت تماما عن الإصدار بعد عهد ماركوس أوريليوس.
ويعتقد أن آخر سك لعملة الأس تم في عهد أوريليان، بين سنتي 270 و275 م، وفي بداية عهد دقلديانوس.

## العملة البيزنطية
أعيد اعتماد الأس، تحت اسمه اليوناني أساريون ἀσσάριον، في عهد الإمبراطور أندرونيكوس الثاني باليولوج (حكم بين 1282–1328)، وسكّ بكميات كبيرة خلال النصف الأول من القرن الرابع عشر الميلادي. كان عبارة عن قطعة نقدية نحاسية مسطحة وذات جودة منخفضة، يبلغ وزنها حوالي 3 إلى 4 غرامات، ويعد أصغر فئة نقدية في نظام العملة بيزنطية آنذاك، حيث كان يتداول بنسبة 1 إلى 768 بالنسبة إلى عملة الذهب الهيبربيرون.
تشير الأدلة إلى أن تصميمات «الأساريون» كانت تتغير سنويا، وهو ما يفسر التنوع الكبير في مظهر هذه القطع. وفي عام 1367، تم استبدال «الأساريون» بفئتين نحاسيتين جديدتين: التورنيسيون (τουρνέσιον) والفولارو (follaro).